# Kreis Ostrowo

Der Kreis Ostrowo

Der Kreis Ostrowo im Südosten der preußischen Provinz Posen bestand in der Zeit von 1887 bis 1918. Das ehemalige Kreisgebiet gehört heute zur polnischen Woiwodschaft Großpolen.

## Ausdehnung
Der Kreis Ostrowo hatte eine Fläche von 415 km².

## Vorgeschichte
Das Gebiet um die westpolnische Stadt Ostrów Wielkopolski (Ostrowo) lag nach der Zweiten Teilung Polens von 1793 bis 1807 in der preußischen Provinz Südpreußen und nach dem Frieden von Tilsit zwischen 1807 und 1815 im Herzogtum Warschau. Das Gebiet gehörte nach dem Wiener Kongress vom 15. Mai 1815 bis zum 1. Oktober 1887 als Teil des Kreises Adelnau im Regierungsbezirk Posen der Provinz Posen wieder zu Preußen.

## Verwaltungsgeschichte
Am 1. Oktober 1887 wurde aus den folgenden Bestandteilen des Kreises Adelnau der Kreis Ostrowo gebildet:
- die Stadt Ostrowo
- der Polizeidistrikt Ostrowo-Ost
- die Osthälfte des Polizeidistriktes Ostrowo-West mit den Landgemeinden Franklinow, Gremblew und Kollontajewo, den Landgemeinden und Gutsbezirken Bendzieszyn, Biniew, Czekanow, Karski, Kwiatkow und Slaborowice sowie den Gutsbezirken Bagatella, Lewkow, Mlynow und Szczury
- die Osthälfte des Polizeidistriktes Ostrowo-Süd mit den Landgemeinden Chynowa, Chynowpustkowie, Klein Przygodzice und Klein Wysocko, den Landgemeinden und Gutsbezirken Groß Przygodzice, Klein Wysocko und Wysocko Małe, sowie den Gutsbezirken Alt Kaminiec, Antonin und Kociemba Vorwerk.

Kreisstadt und Sitz des Landratsamtes wurde die Stadt Ostrowo.
Am 7. November 1918 erhob sich die polnische Bevölkerungsmehrheit gegen die deutsche Herrschaft und erklärte die Stadt am 10. November 1918 vorübergehend zur autonomen Republika Ostrowska. Im Zuge des Großpolnischen Aufstandes kam Ostrów Wielkopolski am 31. Dezember 1918 endgültig unter polnische Kontrolle und wurde am 28. Juni 1919 mit der Unterzeichnung des Versailler Vertrags offiziell an das neu gegründete Polen abgetreten.
Aus dem Kreis Ostrowo wurde der polnische Powiat Ostrowski. 1932 wurde der Powiat um den aufgelösten westlichen Nachbarpowiat Odolanów erweitert, 1934 um die Gemeinde Mikstat aus dem Nachbarpowiat Kępiński.

## Einwohnerentwicklung
| Jahr | Einwohner | Quelle |
| ---- | --------- | ------ |
| 1890 | 32.787    |        |
| 1895 | 34.780    | [ 1 ]  |
| 1900 | 37.420    | [ 2 ]  |
| 1910 | 43.887    | [ 2 ]  |

Von den Einwohnern im Jahre 1890 waren 79 % Polen, 17 % Deutsche und 4 % Juden. Der Großteil der deutschen Einwohner verließ nach 1918 das Kreisgebiet.

## Politik

### Landräte
1887–190100Leo von Lützow (1856–1908)
1901–190300Gustav von Scheele (1844–1925)
1903–190700Hermann von Hodenberg († 1909)
1907–191800Walther Tiemann (1868–1939)

### Wahlen
Der Kreis Ostrowo gehörte zum Reichstagswahlkreis Posen 10. Der Wahlkreis wurde bei allen  Reichstagswahlen zwischen 1874 und 1912 von Ferdinand von Radziwill, dem Kandidaten der Polnischen Fraktion gewonnen.

## Kommunale Gliederung
Zum Kreis Ostrowo gehörte am 1. Januar 1908 die Stadt Ostrowo. Die 53 Landgemeinden und 21 Gutsbezirke waren zu Polizeidistrikten zusammengefasst.

## Gemeinden
Am Anfang des 20. Jahrhunderts gehörten die folgenden Gemeinden zum Kreis:
| - Bendzieszyn - Bibianki - Biernacice - Bilczew - Biniew - Biskupice szalone - Boczkow - Chotow - Chynow - Chynow pustkowie - Czekanow - Fabianow - Franklinow - Gniazdow | - Gostyczyn - Gremblew - Groß Przygodzice - Groß Wysocko - Kania - Karski - Klein Przygodzice - Klein Wysocko - Kollontajewo - Kosciuszkow - Krempa - Kwiatkow - Latowitz - Leziona | - Massenau - Neu Kamienice - Neu Skalmierschütz - Olobok - Osiek - Ostrowo, Stadt - Parczew-Westrza - Prosnau - Pruslin - Psary - Raduchow - Rossoszyce - Sadowie - Schwachwalde | - Sieroszewice, Dorf - Sieroszewice, Kolonie - Skalmierzyce - Slaborowice - Slawin - Sliwnik - Smardow - Smielow - Strzegow - Trkusow - Wengry - Wielowies - Wturek |

Bis auf wenige Ausnahmen galten nach 1815 die polnischen Ortsnamen weiter, zu Beginn des 20. Jahrhunderts wurden mehrere Ortsnamen eingedeutscht.